# Colochirus pusillus
Colochirus pusillus is een zeekomkommer uit de familie Cucumariidae.
De wetenschappelijke naam van de soort werd in 1912 gepubliceerd door Herman Helfer.